# Henryk I de Bourbon-Condé
Henryk I de Bourbon-Condé (ur. 1552 w La Ferté-sous-Jouarre, zm. 1588 w Saint-Jean-d’Angély) – drugi książę de Condé (od 1569), diuk d'Enghien, dowódca protestantów podczas wojen religijnych. Za swoich czasów zwany był Le Balafré (szrama, rana, blizna albo oszpecony), a spowodowane było to blizną na twarzy.
Był najstarszym synem Ludwika, pierwszego księcia de Condé, który był stryjem króla Francji i Nawarry – Henryka IV, i za zasługi na polu bitewnym otrzymał tytuł księcia. Jego matką była Eleonora de Roye.
W 1572, w Blandy, poślubił Marię de Clèves (1553-1574). Ich ślub miał miejsce zaledwie kilka tygodni przed ślubem jego kuzyna Henryka IV z księżniczką Małgorzatą de Valois. Henryk był obecny w Paryżu, w noc świętego Bartłomieja – masakry Hugenotów i musiał pod przymusem wyrzec się swojej religii. Co uczynił, lecz potem uciekł i znów przeszedł na kalwinizm. Stanął na czele protestantów podczas czwartej, piątej i szóstej wojny religijnej, armią jednak dowodził wciąż oficjalnie admirał de Coligny. Kondeusz był bardziej oddany swojej religii niż Henryk IV i mimo licznych tarć między kuzynami, okazał się on prawdziwym i lojalnym dowódcą protestantów. Jako zarządca Pikardii, Kondeusz nie został doceniony przez tamtejszych katolików, którzy przeciwko niemu sformowali pierwszą Ligę Katolicką.
Ożenił się ponownie z Charlottą de La Trémoille (1568-1629), ale został zamordowany w 1588 przez pazia, z którym zdradzała go jego żona.

## Potomstwo
Z Marią de Clèves:
- Katarzyna (1574–1595), markiza d'Isles.

Z Charlottą de La Tremoïlle:
- Eleonora (1587–1619), od 1606 księżna Oranii jako żona Filipa Wilhelma Oranje-Nassau,
- Henryk (1588–1646), książę de Condé.